# Niccolò I Trinci
Niccolò I Trinci fou fill d'Ugolino III Trinci, fou vicari pontifici de Foligno i Nocera des del 1415, i fou també general al servei de Venècia. Fou assassinat a Nocera el 10 de gener de 1421. El 1404 es va casar amb Tora da Varano, filla de Rodolf III Varano, senyor i vicari pontifici de Camerino. Va deixar 4 filles: Ambrosina, Faustina, Bianchina (casada amb Guiu Antoni Manfredi de Faenza) i Elisabetta.